# Zé Eduardo
Zé Eduardo oder auch Zé Love, vollständiger Name José Eduardo Bischofe de Almeida, (* 29. Oktober 1987 in Promissão, SP) ist ein brasilianischer Fußballspieler. Neben dem brasilianischen Pass besitzt er auch die italienische Staatsbürgerschaft. Mit mehr als 18 Vereinswechsel gilt Zé Eduardo als „Wandervogel“.

## Karriere
Er begann seine Karriere bei Palmeiras und bestritt zwei Ligaspiele, außerdem wurde er für kurze Zeit an Portuguesa Santista verliehen. Anschließend wechselte er mehrmals den Verein, kam aber erst bei Fortaleza EC zum Einsatz.
2010 wechselte er zum FC Santos. Hier erlebte er seine bisher beste Zeit, in 29 Partien erzielte er zehn Tore, unter anderem erzielte er ein Hattrick bei einem 3:0-Auswärtssieg gegen Fluminense FC. Mit Santos konnte er zweimal den Gewinn der Staatsmeisterschaft von São Paulo feiern, außerdem gewann er die Copa do Brasil und die Copa Libertadores.
Aufgrund seiner Leistungen wurde er 2011 von CFC Genua verpflichtet und 2012 an AC Siena verliehen. Außerdem sollte er im August 2012 auch an den AC Mailand ausgeliehen werden, welche ihn als Vertretung für den verletzten Alexandre Pato haben wollten, dieser Wechsel platzte jedoch, da Eduardo selbst das Angebot mit der Begründung „Ich bin Copa-Libertadores-Sieger und zweifacher Meister, ich mache keine Tests.“ ablehnte.
2014 wurde er erneut verliehen, diesmal an Coritiba FC. Nachdem Genua keine Verwendung mehr für ihn hatte, wechselte er 2015 zu Shanghai Shenxin, verließ aber auch diesen Verein nach nicht einmal einem Jahr im August 2018 wieder in Richtung Heimat zum Goiás EC. In das Jahr 2016 startete er zunächst in Algerien beim al-Shaab CSC und ab September beim EC Vitória bis Jahresende. Auch dann gingen seinen stetigen Wechsel weiter. In der Regel bei unterklassigen Klubs Brasiliens, aber mit Engagements in Saudi-Arabien bei al-Faisaly FC und Malaysia beim Sri Pahang FC.

## Erfolge
Villa Nova
- Staatspokal von Minas Gerais: 2006

Sport
- Campeonato Pernambucano: 2007

América
- Série C: 2009

FC Santos
- Campeonato Paulista: 2010, 2011
- Copa do Brasil: 2010
- Copa Libertadores: 2011

Brasiliense
- Copa Verde: 2020
- Distriktmeisterschaft von Brasília: 2021